# Zamlača (Vidovec)
Zamlača falu Horvátországban, Varasd megyében. Közigazgatásilag  Zamlacsszentvidhez tartozik.

## Fekvése
Varasdtól 6 km-re délnyugatra, községközpontjától Vidovectől 1 km-re délkeletre a Drávamenti-síkságon fekszik.

## Története
A települést és egykori Szent Ulrikról nevezett plébániáját 1334-ben Ivan zágrábi főesperesnek a zágrábi káptalan helyzetéről szóló okiratában "Item sancti Urrici de Zamlacha" néven említik először. Ebben az időben ehhez a plébániához tartoztak a környező falvak, köztük Vidovec is. A plébániát és Balázs nevű papját 1501-ben említik utoljára.
A település következő említése 1479-ben Bárthory István országbírónak a csázmai káptalannak Varasd város határai 1470.évi kiigazításáról szóló oklevelét megerősítő oklevelében található, melyben a település "Zemlachya" alakban szerepel. Vidovec történetében feljegyzik, hogy gróf Batthyány Ferenc 1525 és 1530 között Vidovecet is a zamlačai udvarházából igazgatta. A falu és plébániatemploma valószínűleg II. Szulejmán szultán 1532-es Bécs elleni hadjárata során semmisült meg. A falu népe a közeli erdőkbe menekült, mások Varasd erődített városában kerestek menedéket. Az otthon maradottakat a török kirabolta és fogságba hurcolta, otthonaikat pedig felégette. 1552-ben Ulama pozsegai szandzsákbég vezetett hadjáratot Nyugat-Szlavónia és a Drávamente ellen. Seregét Zrínyi Miklós a Maruševec melletti csatában verte szét, de a Varasd környéki falvak, köztük Zamlača ekkor is a pusztítás áldozatául estek. A korabeli források beszámolnak arról is, hogy 1554-ben az adót fizetni nem tudó falvakat, köztük Zamlačát a török felégette 1574-ben már Zamlača is az újonnan alapított  vidoveci plébániához tartozott.
A falunak 1857-ben 157, 1910-ben 283 lakosa volt. A falu 1920-ig Varasd vármegye Varasdi járásához tartozott, majd a Szerb-Horvát Királyság része lett.  2001-ben a falunak 97 háza és 386 lakosa volt.

## Nevezetességei
Jézus és Szűz Mária Szentséges Szíve tiszteletére szentelt kápolnája.

## Külső hivatkozások
- Vidovec község hivatalos oldala
- A vidoveci plébánia honlapja